# Michael O'Haughey
Michael O'Haughey (Pretoria, 1º gennaio 1947) è un attore teatrale e sopranista sudafricano.

## Biografia
Michael O'Haughey nacque a Pretoria nel 1947 in una famiglia di immigrati irlandesi. Dotato di un'estensione vocale di cinque ottave, esordì sulle scene cantando in diverse operette, tra cui Gräfin Mariza nel 1967.
Nel 1975 ottenne il ruolo di Mary Sunshine nella produzione originale di Broadway del musical Chicago con Chita Rivera, Gwen Verdon e Jerry Orbach. Interpretò il ruolo a New York per un anno, incidendo la parte anche nell'incisione discografica candidata al Grammy Award al miglior album di un musical teatrale. Nei diciassette anni seguente sarebbe tornato a interpretare Mary Sunshine in diversi allestimenti di Chicago, tra cui nella tournée statunitense del 1977 e in un nuovo allestimento in scena a Long Beach nel 1992 con Juliet Prowse, Bebe Neuwirth e Kaye Ballard.
Oltre all'attività teatrale, fu un prolifico cabarettista durante gli anni settanta, esibendosi spesso insieme ad Ann Ault.

## Nella cultura di massa
Michael O'Haughey è stato interpretato da Sean Patrick Doyle nella miniserie TV Fosse/Verdon (2019).